# フェローン・アクラフ
フェローン・アクラフ（Pheeroan akLaff、1955年1月27日 - ）は、アメリカ合衆国のジャズ・ドラマーである。フェローン・アクラフは故郷のデトロイトや、ミシガン州アナーバーで、Travis Biggs、Ars Nova、The Ebony Set、The Last Days、Rod Lumpkinと一緒に演奏するようになり、Major Lanskyとレコーディングを行った。彼はコネチカット州ニューヘイブンに移り、ドワイト・アンドリュースと「DejaVu」を結成した。1975年にビル・バロンとデビューし、その後、レオ・スミスの「New Dalta Ahkri」に在任した。
その後、オリヴァー・レイクと演奏するようになり長年の関係へと発展させた。これには、フュージョン・アンサンブル「Jump Up」への作曲が含まれた。彼のパフォーマンスとレコーディングの歴史には、アンドリュー・ヒル、セシル・テイラー、レジー・ワークマン、その他多くの人々との仕事が含まれている。2006年、ブルックリンで「Seed Artists」を共同設立し、現在はウェズリアン大学で音楽を教えている。

## ディスコグラフィ

### リーダー・アルバム
- Fits Like a Glove (1983年、Gramavision)
- 『ソノグラム』 - Sonogram (1989年、Mu Works)
- Global Mantras (1998年、Modern Masters)

### 参加アルバム
ジェリ・アレン
- 『マルーンズ』 - Maroons (1992年、Blue Note)

アンソニー・ブラクストン
- Knitting Factory (Piano/Quartet) 1994, Vol. 1 (1994年、Leo)
- Knitting Factory (Piano/Quartet) 1994, Vol. 2 (1994年、Leo)
- Anthony Braxton's Charlie Parker Project 1993 (1995年、HatART)
- 『セヴン・スタンダーズ・1995』 - Seven Standards 1995 (1995年、Knitting Factory Works)

オリヴァー・レイク
- 『プロフィット』 - Prophet (1980年、Black Saint)
- Clevont Fitzhubert (1981年、Black Saint)
- 『エクスパンダブル・ランゲージ』 - Expandable Language (1984年、Black Saint)
- 『アゲイン・アンド・アゲイン』 - Again and Again (1991年、Gramavision)
- Virtual Reality (1992年、Gazell Records))
- Zaki (1992年、Hat-Hut Records)

ヘンリー・スレッギル
- When Was That? (1982年)
- Just the Facts and Pass the Bucket (1983年)
- Live at Montreal International Jazz Festival (1984年) ※New Air名義
- Subject to Change (1985年)
- Air Show No. 1 (1986年) ※New Air名義。with カサンドラ・ウィルソン
- You Know the Number (1986年)
- Easily Slip Into Another World (1987年)
- Makin' a Move (1995年)

ジェイ・ホガード
- 『ラヴ・サーヴァイブズ』 - Love Survives (1983年、Gramavision)
- Riverside Dance (1985年、India Navigation)
- Love Is the Answer (1994年、Muse)
- Something 'Bout Believing (1999年、Twinz Records)
- The Right Place (2003年、JHVM)

クレイグ・ハリス
- Shelter (1987年、JMT)
- Blackout in the Square Root of Soul (1988年、JMT)

レイ・アンダーソン
- 『ホワット・ビコーズ』 - What Because (1989年、Gramavision)

ドン・バイロン
- 『タスキージ・エクスペリメンツ』 - Tuskegee Experiments (1992年、Nonesuch)

アンソニー・デイヴィス
- 『ヒドゥン・ヴォイセズ』 - Hidden Voices (1979年、India Navigation) ※with ジェイムス・ニュートン
- Variations in Dream-time (1980年、India Navigation)
- Episteme (1981年、Gramavision)
- Hemispheres (1983年、Gramavision)

ジュリアス・ヘンフィル
- One Atmosphere (2003年)

ウヴェ・クロピンスキー
- First Time in Manhattan (1993年、ITM)

アミナ・クローディン・マイアーズ
- Song for Mother E (1979年、Leo)

ソニー・シャーロック
- 『シーズ・ザ・レインボウ』 - Seize the Rainbow (1987年、Enemy)
- 『ライヴ・イン・ニューヨーク』 - Live in New York (1989年、Enemy)

ワダダ・レオ・スミス
- Song of Humanity (1977年、Kabell)
- Budding of a Rose (1979年、Moers)
- Spirit Catcher (1979年、Nessa)
- Spiritual Dimensions (2009年、Cuneiform)
- Dark Lady of the Sonnets (2011年、TUM)
- Heart's Reflections (2011年、Cuneiform)
- Ten Freedom Summers (2012年、Cuneiform)
- America's National Parks (2016年、Cuneiform)
- Najwa (2017年、TUM)

マル・ウォルドロン
- 『マイ・ディア・ファミリー』 - My Dear Family (1993年、Evidence)

レジー・ワークマン
- 『サミット・コンフェランス』 - Summit Conference (1993年、Postcards)

山下洋輔
- 『クルディッシュ・ダンス』 - Kurdish Dance (1993年、Verve)
- 『ダズリング・デイズ』 - Dazzling Days (1993年、Verve)
- 『スパイダー』 - Spider (1996年、Verve)
- 『フラグメンツ1999』 - Fragments 1999 (1999年、Verve)